# Championnats de France de cyclisme sur route 2018
Les championnats de France de cyclisme sur route 2018 se déroulent autour de Mantes-la-Jolie du 28 juin au 1er juillet, pour les épreuves élites messieurs, dames et amateurs et du 22 au 25 août à Plougastel-Daoulas pour les championnats de l'avenir (minimes, cadets, juniors et espoirs),.

## Programme
- Épreuves élites messieurs, dames et amateurs

Les épreuves en contre-la-montre ont lieu l'après-midi du jeudi 28 juin, les dames précédant les hommes. Au cours de ces deux épreuves, sont attribués le champion et la championne de France de contre-la-montre, et, également, la championne de France espoir de C.L.M. et le champion de France amateur de contre-la-montre. La distance pour les femmes est de 28,7 km, et les hommes de 45,5 km.
Les courses en ligne sont programmés les samedi 30 juin et dimanche 1er juillet. Un circuit de 21,3 km sera effectué à plusieurs reprises, traversant les villages de Follainville-Dennemont, Fontenay-Saint-Père et Limay. Le samedi matin, les amateurs masculins se disputent le championnat de France amateur en ligne sur une distance de 167,8 km; alors que l'après-midi est réservé aux élites et espoirs dames en 104 km. Le dimanche, les élites professionnels masculins concourent pour le titre de champion de France élite en ligne en onze tours de circuit et une distance totale de 253 km.
- Épreuves minimes, cadets, juniors et espoirs

Les épreuves en contre-la-montre ont lieu le mercredi 22 août à partir de 13 h 15.
Les courses en ligne sont programmés du jeudi 23 août au samedi 25 août.

## Podiums

### Hommes
| Épreuves                    | Or                      | Argent              | Bronze                   |
| --------------------------- | ----------------------- | ------------------- | ------------------------ |
| Course en ligne - élites    | Anthony Roux            | Anthony Turgis      | Julian Alaphilippe       |
| Contre-la-montre - élites   | Pierre Latour           | Tony Gallopin       | Benjamin Thomas          |
| Course en ligne - amateurs  | Geoffrey Bouchard       | Flavien Dassonville | Axel Flet                |
| Contre-la-montre - amateurs | Alexys Brunel           | Romain Bacon        | Sébastien Fournet-Fayard |
| Course en ligne - espoirs   | Cyril Barthe            | Alexys Brunel       | Maxime Jarnet            |
| Contre-la-montre - espoirs  | Alexys Brunel           | Jérémy Defaye       | Thibault Guernalec       |
| Course en ligne - juniors   | Donavan Grondin         | Quentin Emorine     | Louis Barré              |
| Contre-la-montre - juniors  | Kévin Vauquelin         | Antoine Devanne     | Donavan Grondin          |
| Course en ligne - cadets    | Florian Richard Andrade | Fabien Selivert     | Baptiste Vadic           |

### Femmes
| Épreuves                           | Or              | Argent                  | Bronze             |
| ---------------------------------- | --------------- | ----------------------- | ------------------ |
| Course en ligne - élites           | Aude Biannic    | Gladys Verhulst         | Annabelle Dreville |
| Contre-la-montre - élites          | Audrey Cordon   | Juliette Labous         | Séverine Eraud     |
| Course en ligne - espoirs          | Gladys Verhulst | Juliette Labous         | Lucie Jounier      |
| Contre-la-montre - espoirs         | Juliette Labous | Fanny Zambon            | Maëlle Grossetête  |
| Course en ligne - juniors          | Maïna Galand    | Jade Wiel               | Marie Le Net       |
| Contre-la-montre - juniors         | Jade Wiel       | Marie Le Net            | Dilyxine Miermont  |
| Course en ligne - minimes/cadettes | Line Burquier   | Marie-Morgane Le Deunff | Maylis Sarron      |